# Loggins & Messina
Loggins e Messina é uma dupla norte-americana de pop rock formada por Kenny Loggins e Jim Messina de grande sucesso na primeira metade da década de 1970.

## Carreira
Entre suas canções mais conhecidas estão "Your Mama Don't Dance" (canção que foi versionada pelas bandas Y&T e Poison na década de 1980), "Danny's Song" e "House at Pooh Corner". Depois de vender mais de dezesseis milhões de discos e se tornar um dos principais duos musicais da década de 1970, Loggins e Messina se separaram em 1976. Apesar do fato de que Jim Messina tinha apenas uma popularidade limitada após o intervalo, Kenny Loggins tinha um boa coleção de sucessos nos anos 80. Em 2005 e 2009, Loggins e Messina voltaram a se reunir para realizar várias turnês pelos Estados Unidos.